# Fosse La Grange
La fosse La Grange ou Alexis de La Grange de la Compagnie des mines d'Anzin est un ancien charbonnage du Bassin minier du Nord-Pas-de-Calais, situé à Raismes. Le premier puits est commencé en 1884 ou en juillet 1886 et la fosse commence à extraire en 1888. L'aérage étant insuffisant, un second puits est creusé à proximité du premier en 1894 ou 1895. Une cité est bâtie à proximité de la fosse. Deux terrils nos 177 et 178 sont édifiés à côté du carreau. La fosse est détruite durant la Première Guerre mondiale. Elle est ensuite reconstruite, avec notamment un nouveau chevalement pour le puits no 1.
La Compagnie des mines d'Anzin est nationalisée en 1946, et intègre le Groupe de Valenciennes. Elle est légèrement modernisée au début des années 1950 et les puits sont ravalés. De nombreuses habitations sont bâties près du carreau. La fosse cesse d'extraire en janvier 1974 lorsqu'elle est concentrée sur la fosse Sabatier, et cesse le service le 13 septembre 1974. Les puits sont comblés en 1975 et les installations détruites deux ans plus tard. Les terrils sont exploités, dont le no 178, initialement haut de 95 mètres.
Un sondage de décompression est exécuté en 1990. Au début du XXIe siècle, Charbonnages de France matérialise les têtes des puits La Grange nos 1 et 2. Il ne subsiste plus qu'un bâtiment de la fosse. Les cités ont été rénovées, les terrils sont devenus des espaces verts. La cité pavillonnaire Lagrange a été classée le 30 juin 2012 au patrimoine mondial de l'Unesco.

## La fosse

### Fonçage
La Compagnie des mines d'Anzin commence en 1884 ou juillet 1886 le fonçage du puits de la fosse La Grange, au nord-est de Raismes.
La fosse est baptisée en l'honneur d'Alexis de La Grange, baron, homme politique, et administrateur de la Compagnie d'Anzin.

### Exploitation
La fosse commence à extraire en 1888 un gisement de houille maigre compris, de manière large, entre les fosses Bonne Part et Thiers. L'aérage est insuffisant, un puits no 2 est entrepris à 32 mètres à l'ouest-nord-ouest du premier puits en 1894 ou 1895. Il est porté à la profondeur de 325 mètres. Grâce à lui, la production peut se développer.
La fosse est partiellement détruite durant la Première Guerre mondiale. Alors que le chevalement du puits no 2 a pu être réparé, celui du puits no 1 a dû être remplacé.
La Compagnie des mines d'Anzin est nationalisée en 1946, et intègre le Groupe de Valenciennes. Les deux puits assurent l'extraction et l'aérage, mais le puits no 1 est entrée d'air, tandis que le puits no 2 est retour d'air. Les installations du triage et de la recette du jour sont modernisés en 1953 et 1954. L'année suivante, le puits no 1 est approfondi à 411 mètres et un nouvel accrochage est ouvert à la profondeur de 400 mètres. Le puits no 2 est quant à lui ravalé à 491 mètres.
La fosse La Grange cesse d'extraire en janvier 1974 lorsqu'elle est concentrée sur la fosse Sabatier, sise à Raismes à 3 426 mètres au sud-ouest, elle avait alors produit 24 757 000 tonnes de houille depuis sa mise en service. Elle assure le service pour la fosse Sabatier jusqu'au 13 septembre 1974. Les puits La Grange nos 1 et 2, respectivement profonds de 505 et 506 mètres, sont remblayés en 1975. Les installations de surface et les chevalements sont détruits en 1977.

### Reconversion
Un sondage de décompression est exécuté du 2 juillet au 21 août 1990 à quinze mètres au nord-nord-est du puits no 2. D'un diamètre de 19,5 centimètres, il a atteint la profondeur de 167 mètres,.
Au début du XXIe siècle, Charbonnages de France matérialise les têtes des puits La Grange nos 1 et 2. Le BRGM y effectue des inspections chaque année. Le seul vestige de la fosse est le bâtiment des bureaux et des garages, il a été reconverti en habitation.

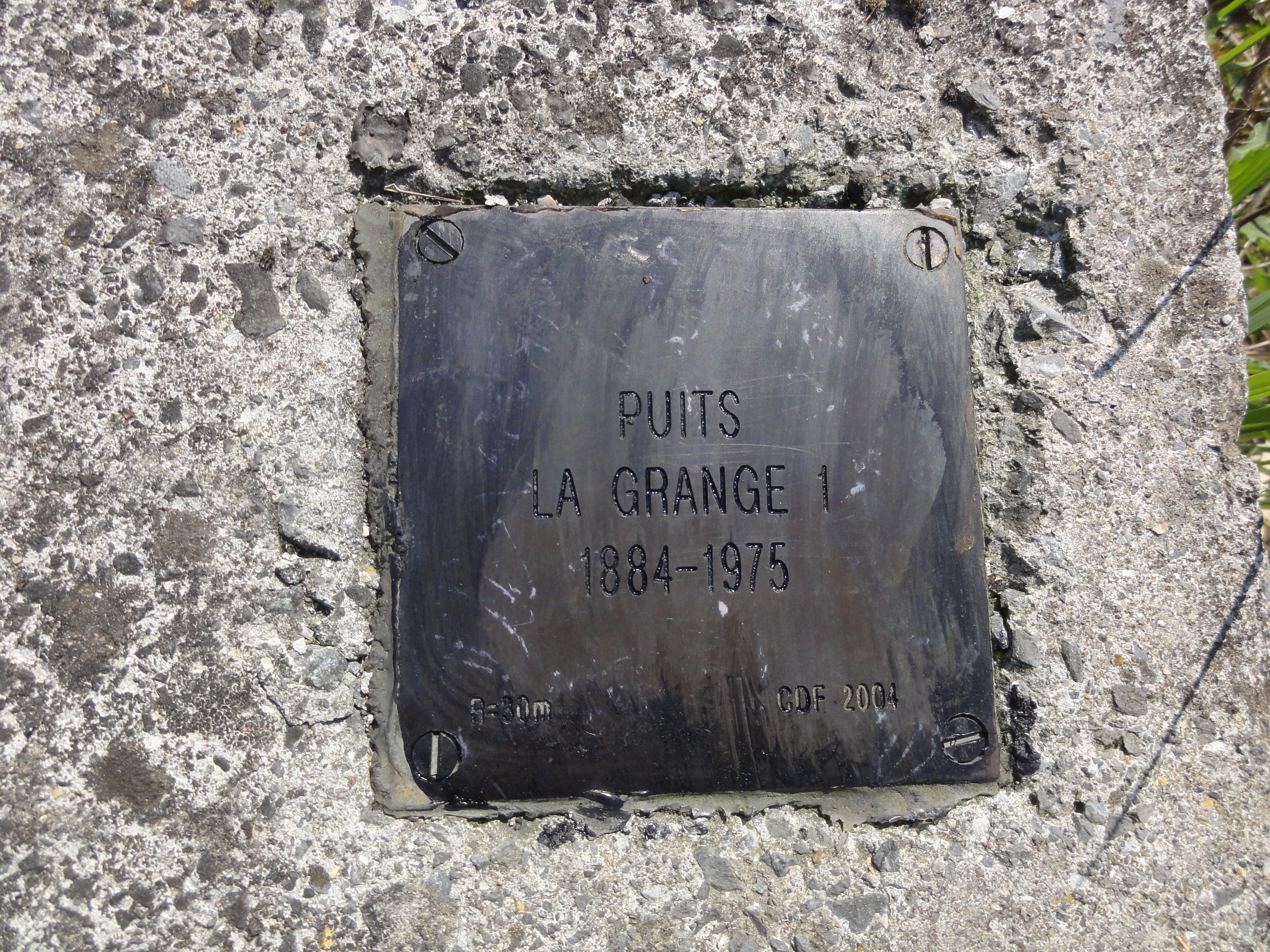
Puits La Grange no 1, 1884-1975.
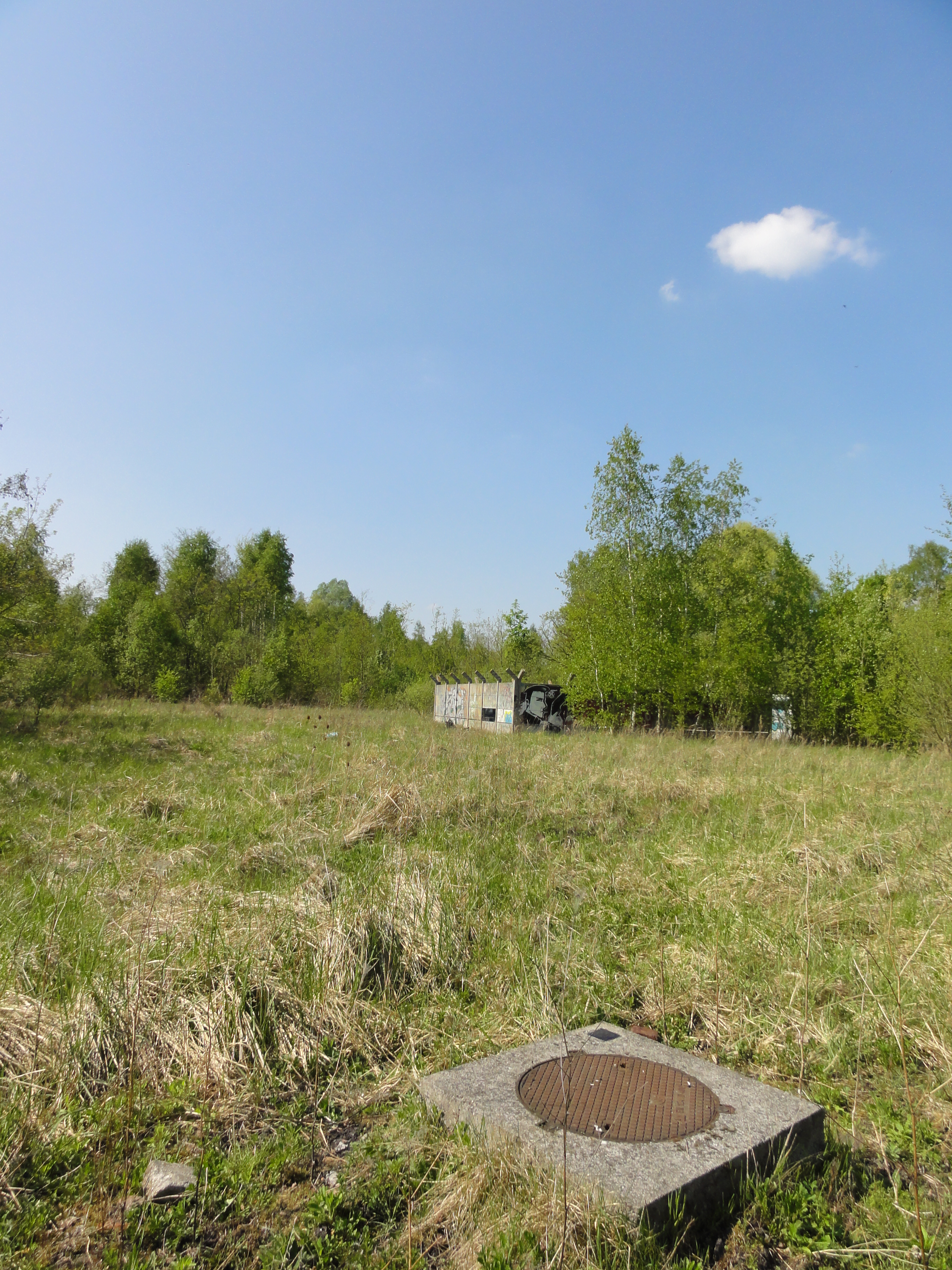
Le puits no 1 dans son environnement.
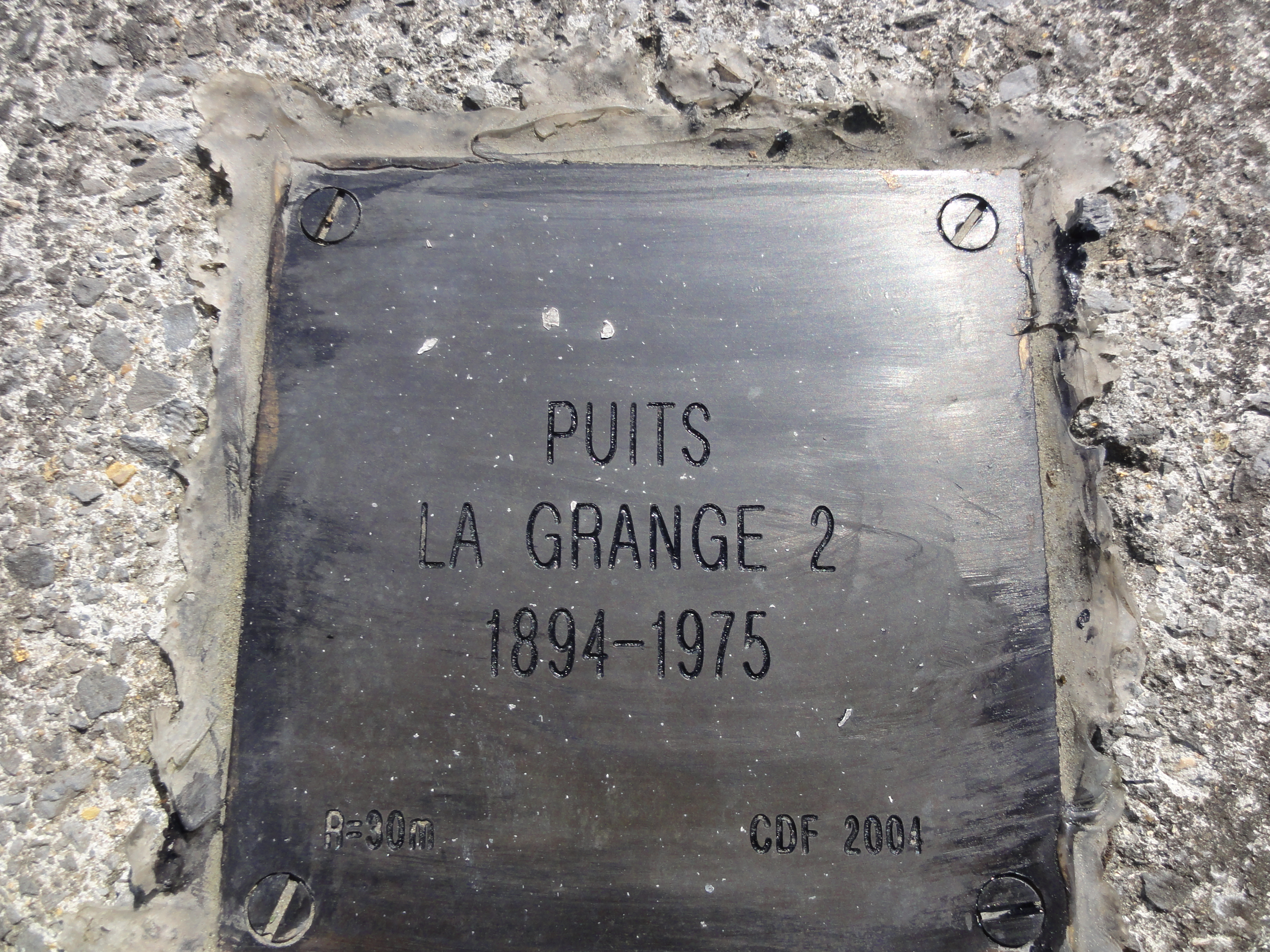
Puits La Grange no 2, 1894-1975.
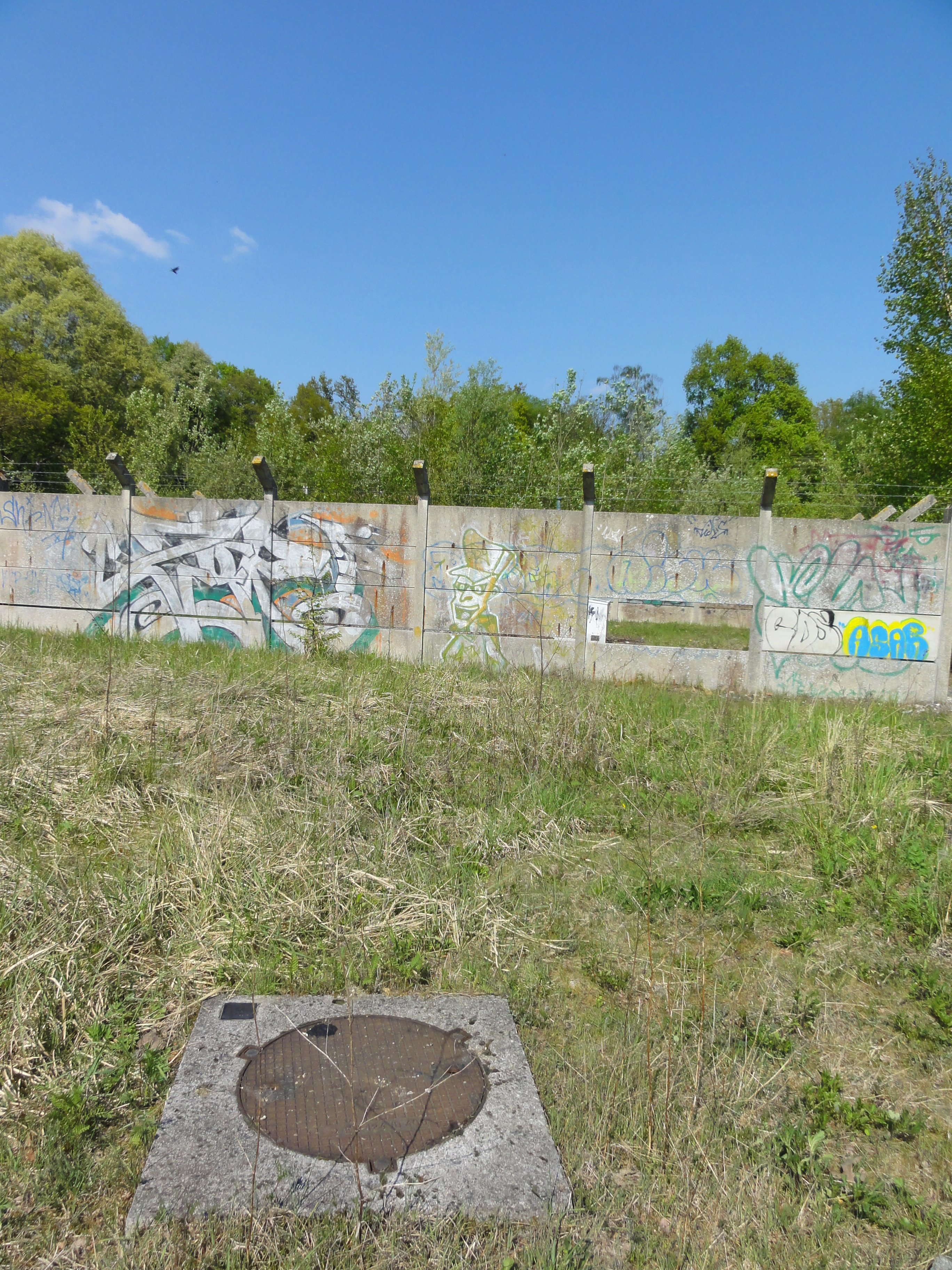
Le puits no 2 dans son environnement.
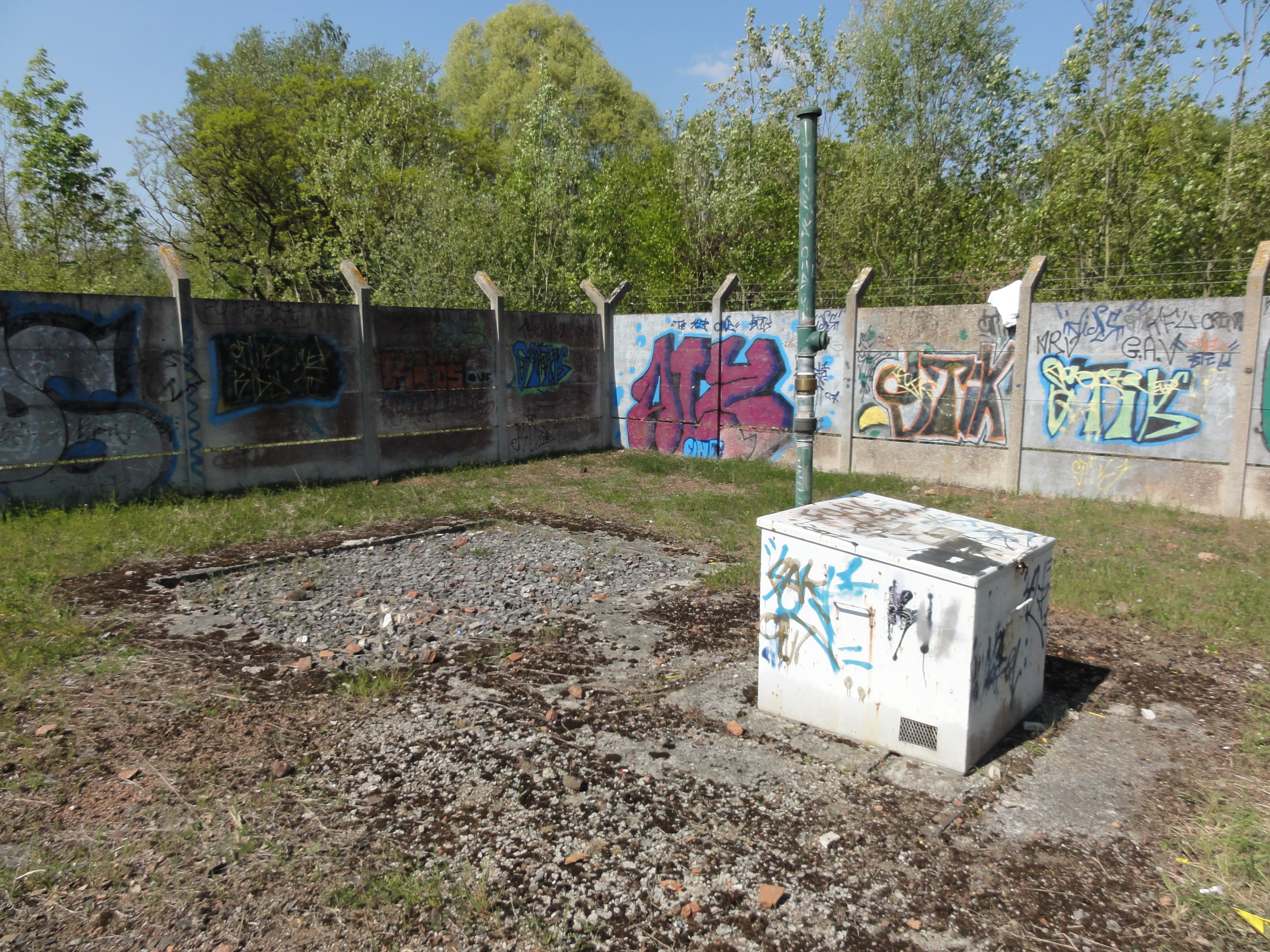
Le sondage de décompression.
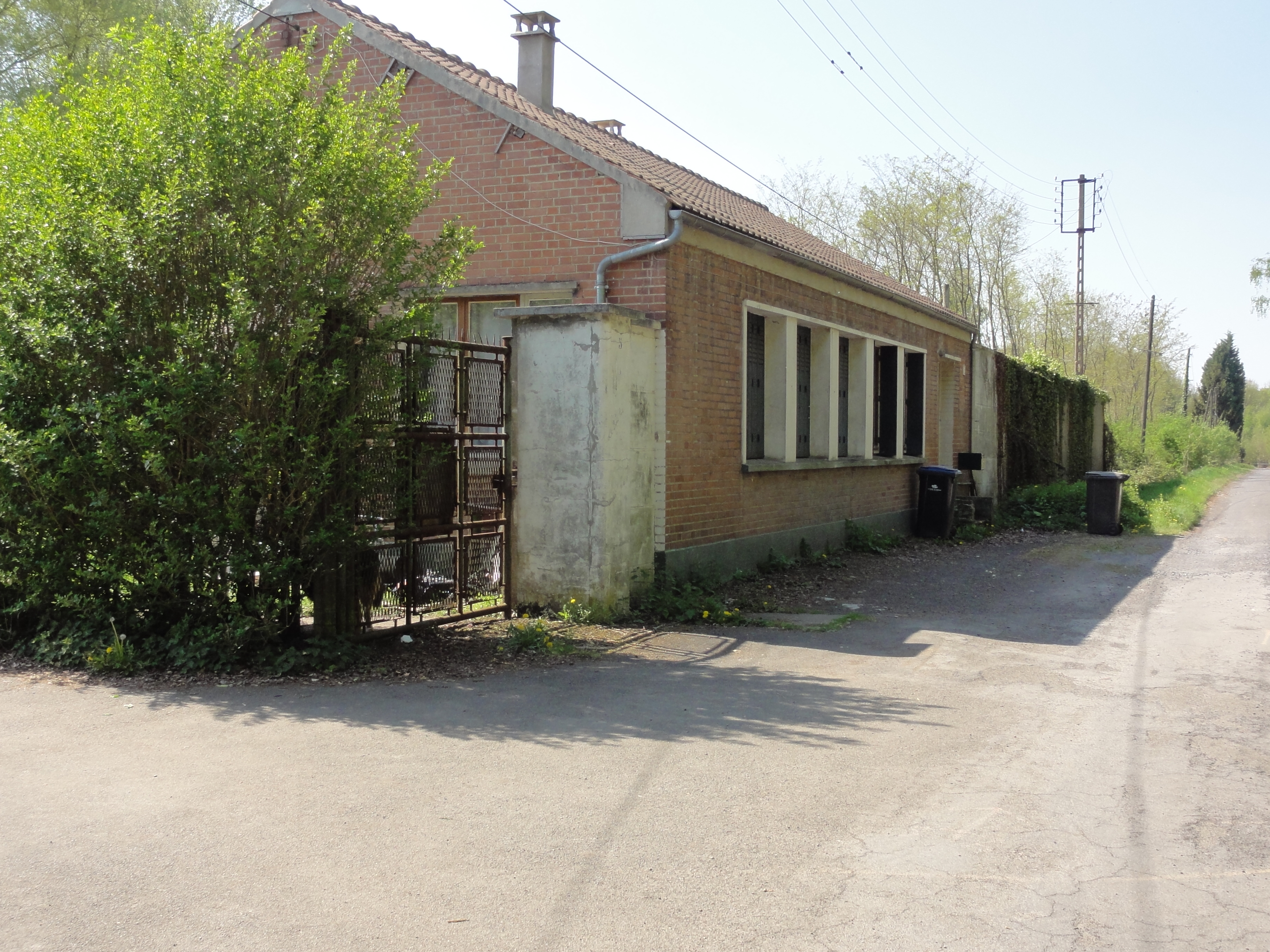
Les bureaux et les garages.

## Les terrils
Deux terrils résultent de l'exploitation de la fosse.

### Terrilno177, La Grange Est

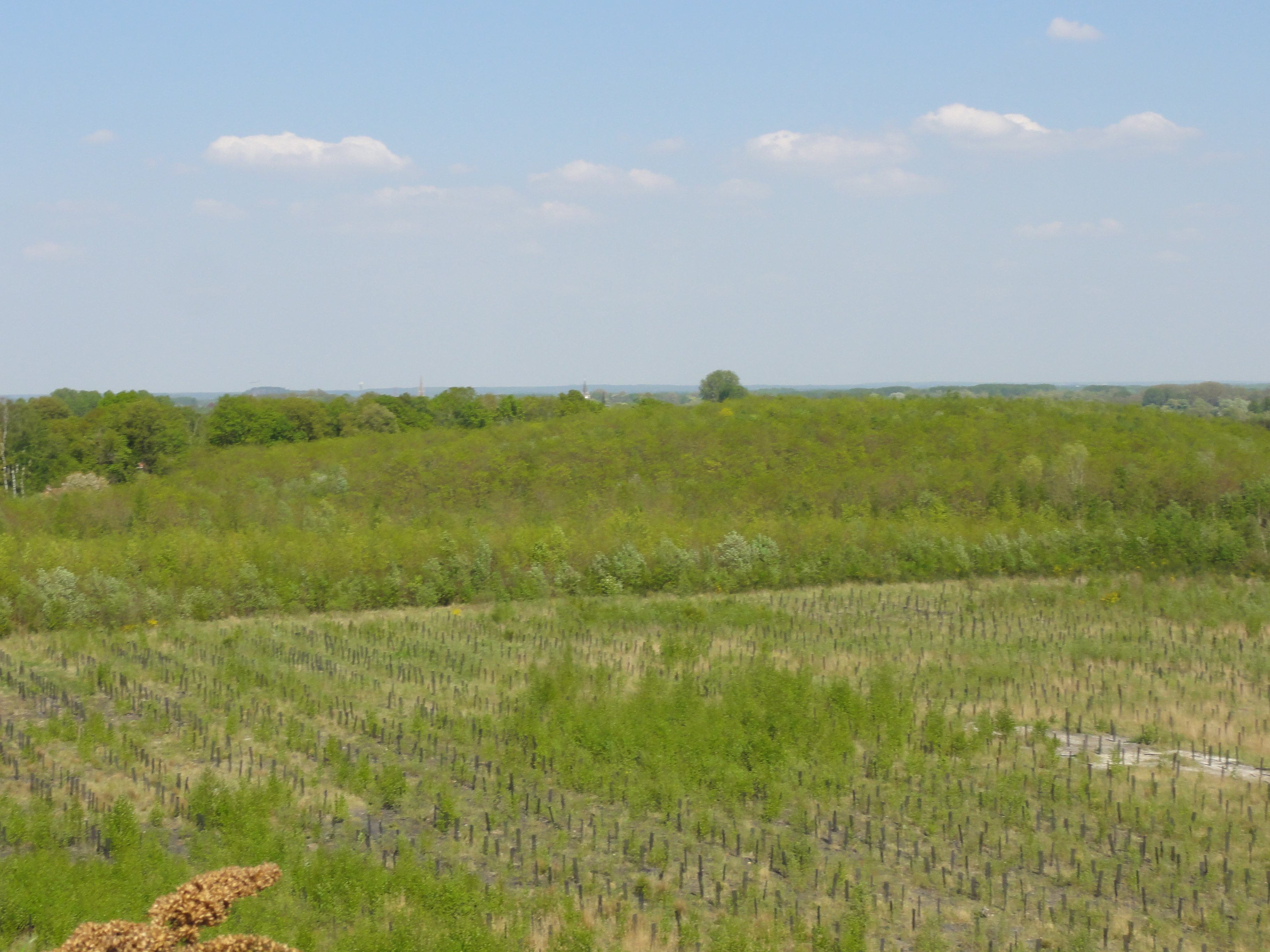
Le terril La Grange Est.

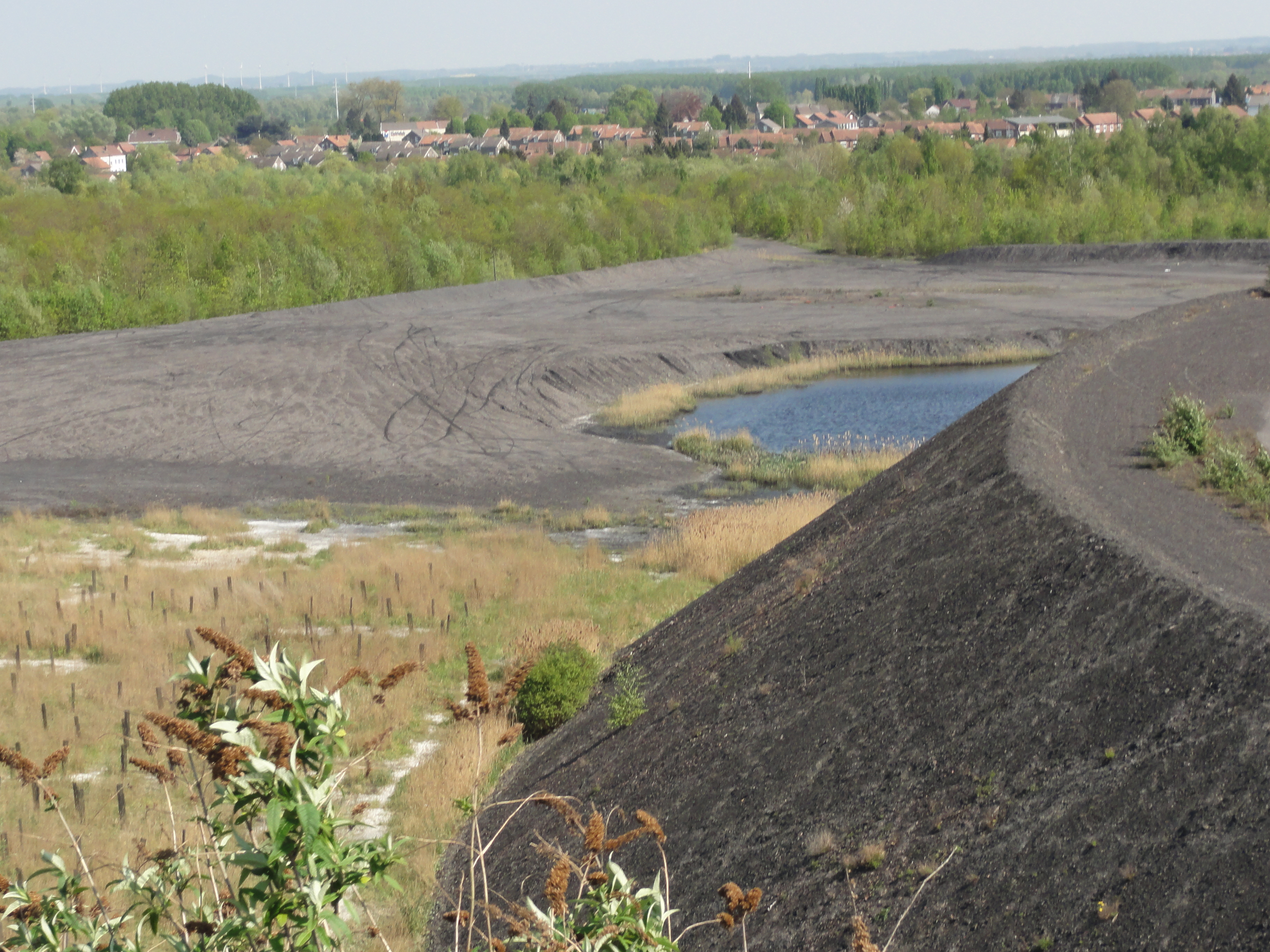
Le terril La Grange Ouest.

50° 25′ 03″ N, 3° 32′ 55″ E
Le terril no 177, La Grange Est, situé à Raismes, est le terril plat de la fosse La Grange des mines d'Anzin. Initialement haut de 22 mètres, il a été exploité, et il ne reste que la base.

### Terrilno178, La Grange Ouest
50° 24′ 55″ N, 3° 32′ 39″ E
Le terril no 178, La Grange Ouest, situé à Raismes, est le terril conique de la fosse La Grange des mines d'Anzin. Initialement haut de 95 mètres, il a été exploité, et il ne reste que la base.

## Les cités
Des cités ont été bâties près de la fosse. Des logements ont été construits par les houillères après la Nationalisation. La cité pavillonnaire Lagrange fait partie des 353 éléments répartis sur 109 sites qui ont été classés le 30 juin 2012 au patrimoine mondial de l'Unesco. Elle constitue une partie du site no 8.

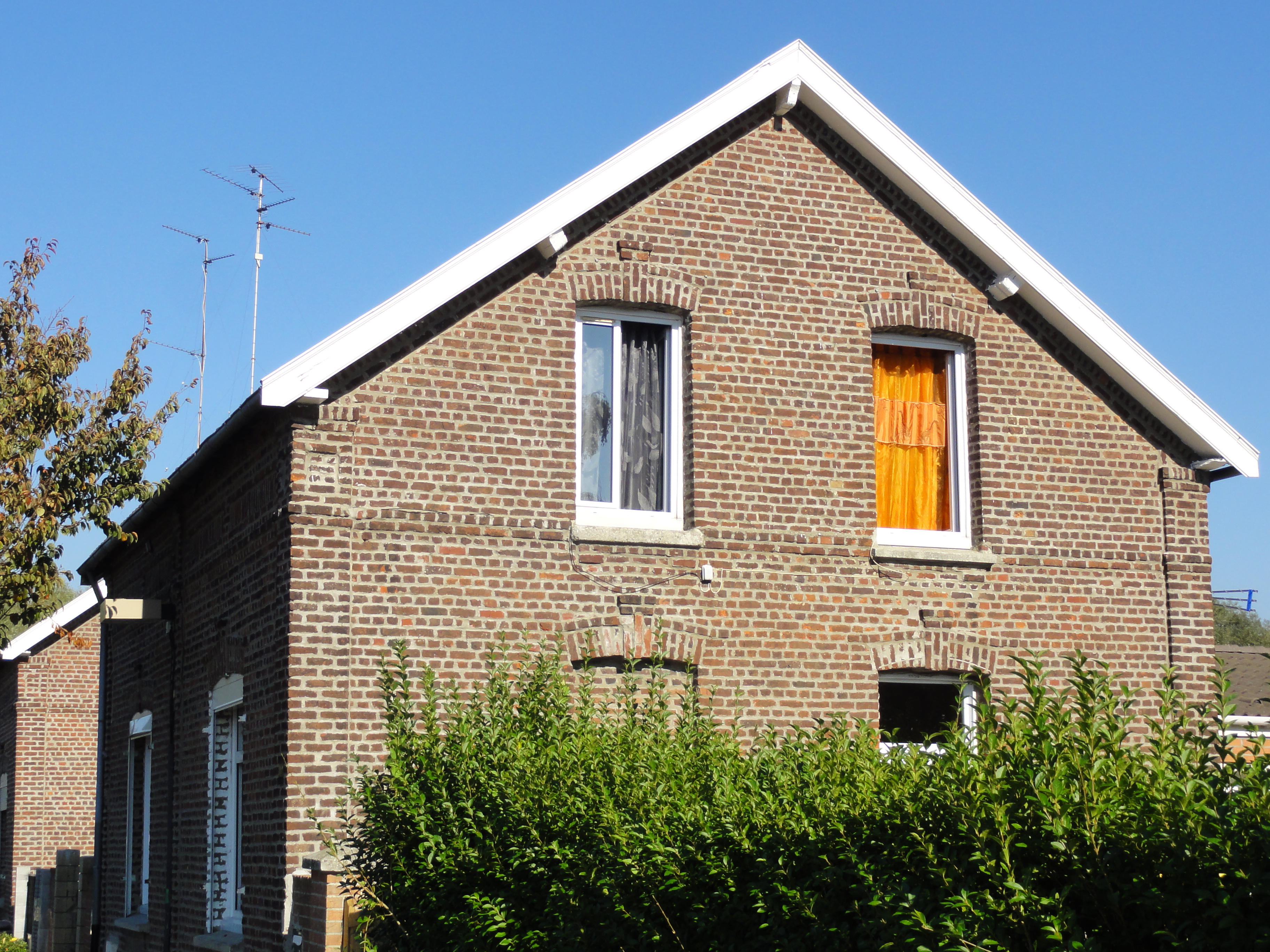
Des habitations groupées par deux.
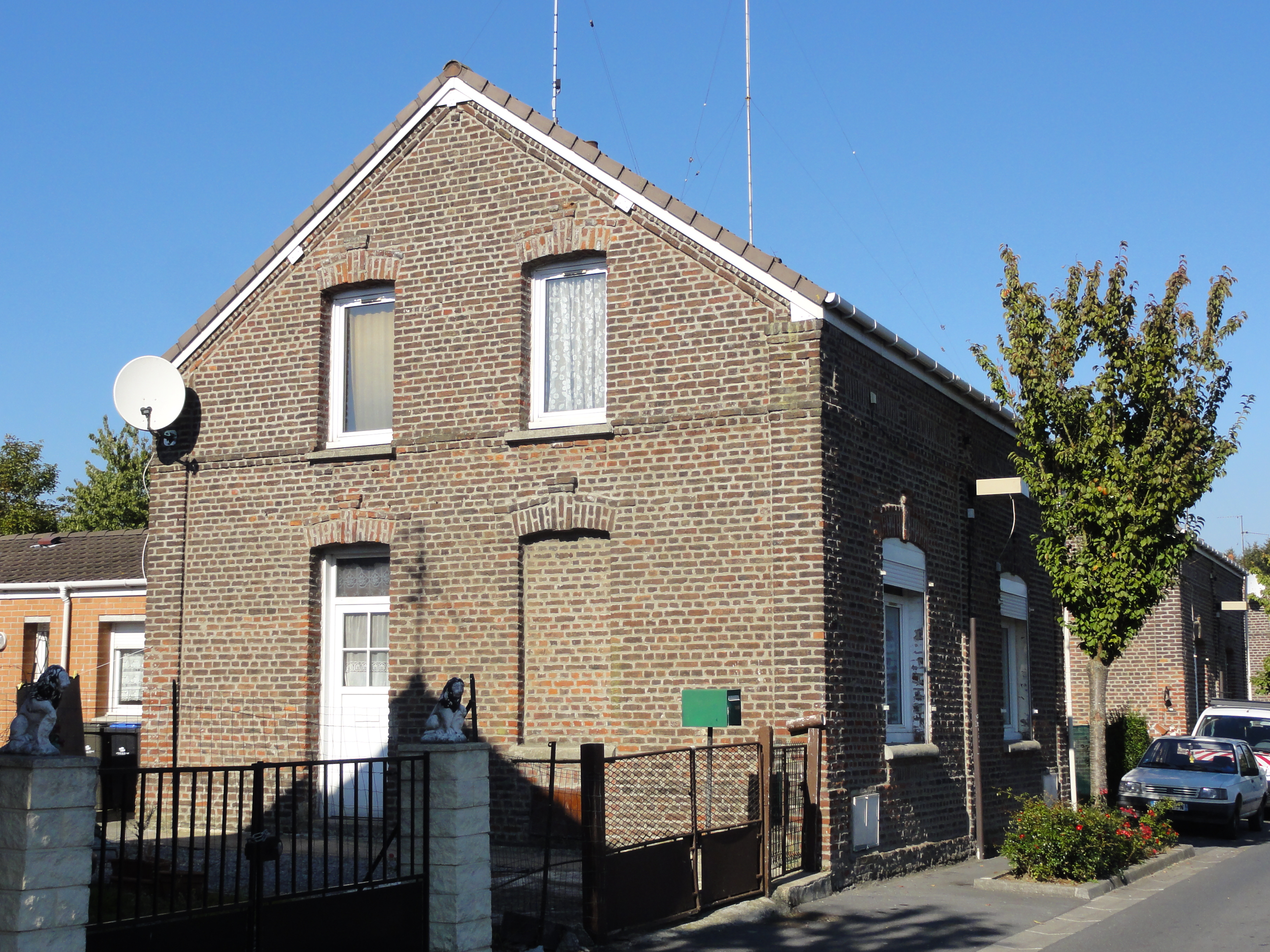
Des habitations groupées par deux.
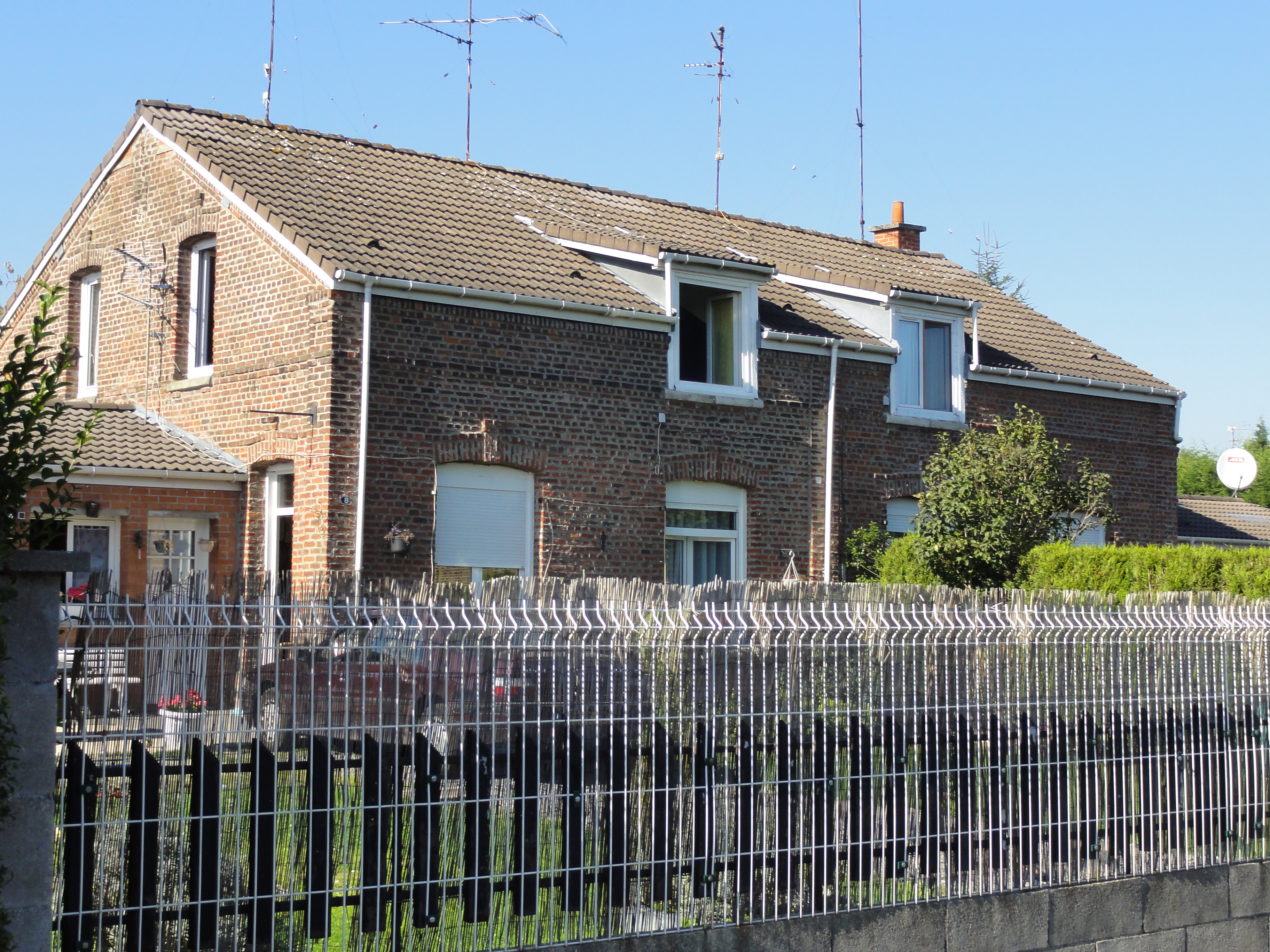
Des habitations groupées par quatre.
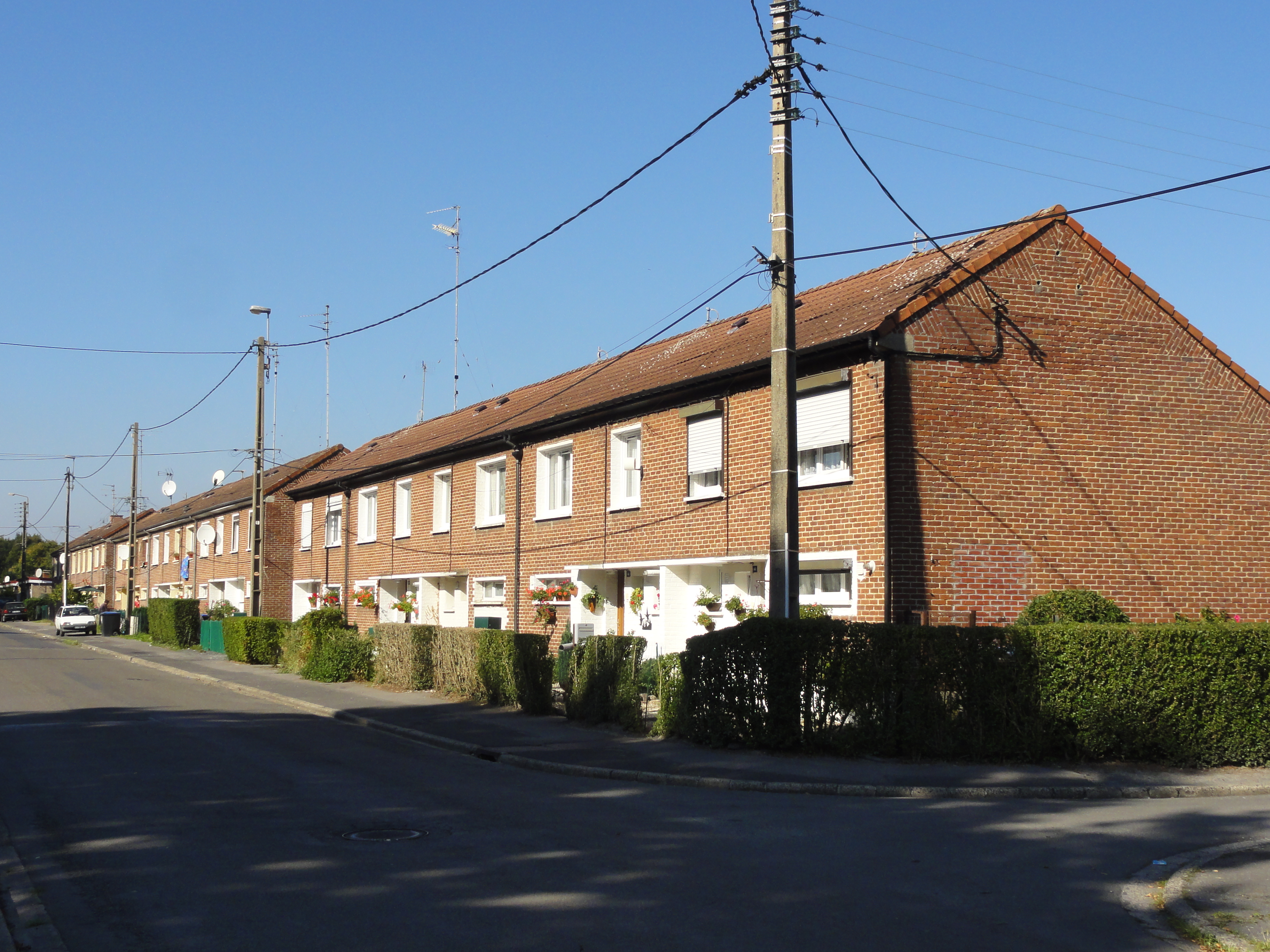
Des corons post-Nationalisation.
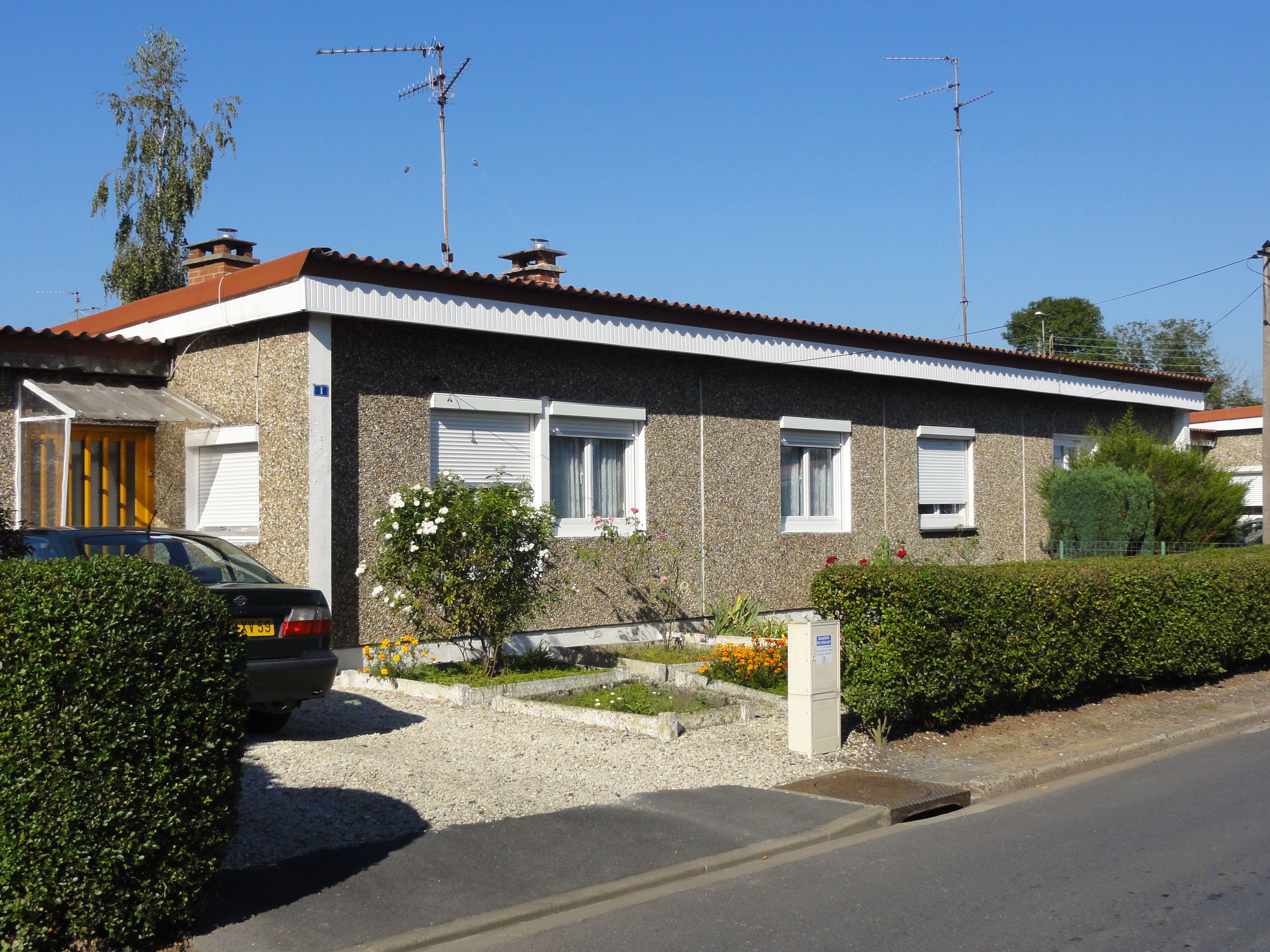
Des habitations post-Nationalisation groupées par deux.
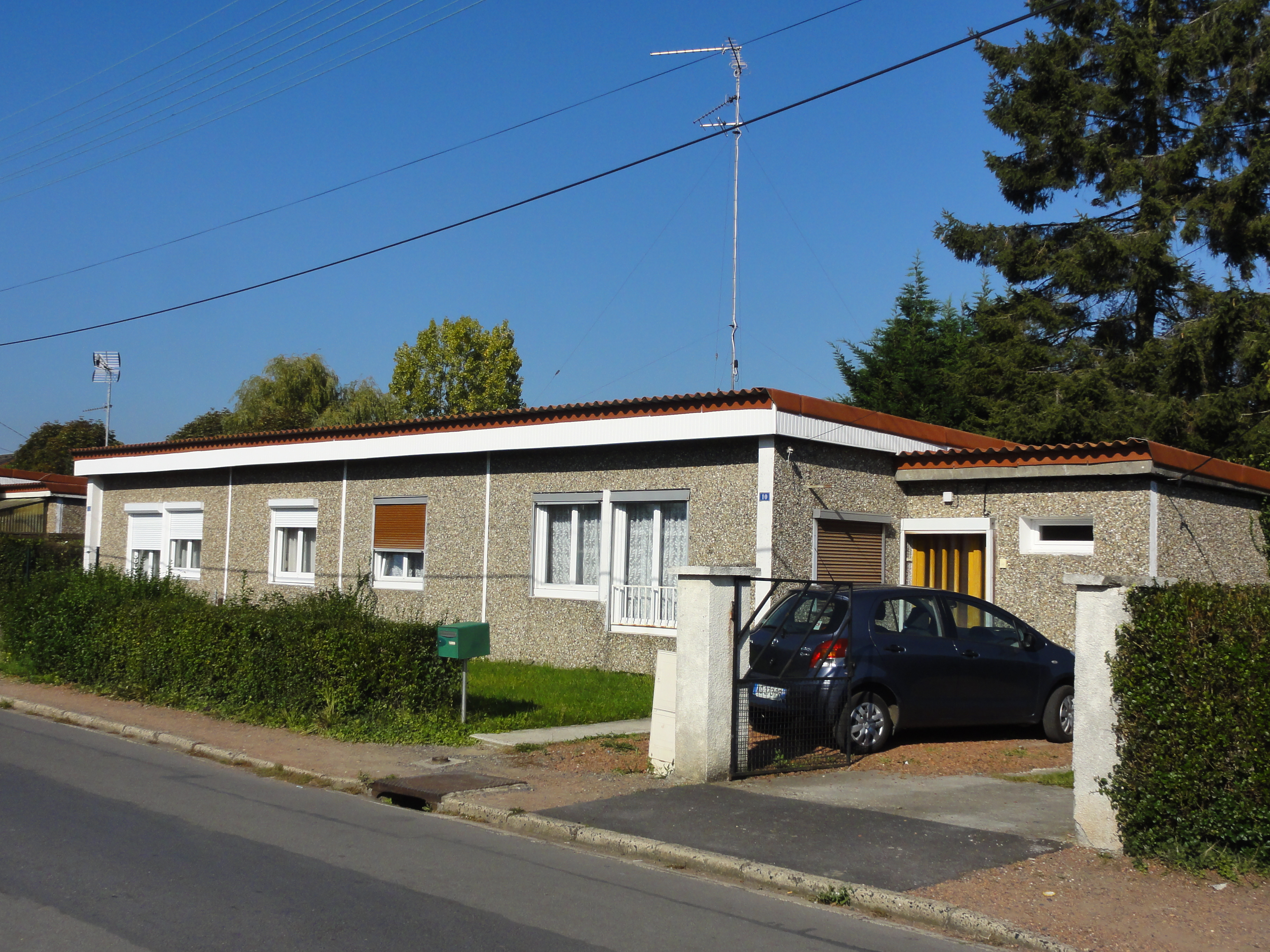
Des habitations post-Nationalisation groupées par deux.